# Михайлов Микола Олександрович
Микола Олександрович Михайлов (10 жовтня 1906, місто Москва — 25 травня 1982, місто Москва) — радянський партійний і державний діяч, дипломат, 1-й секретар ЦК ВЛКСМ. Член ЦК КПРС у березні 1939 – березні 1971. Член Організаційного бюро ЦК ВКП(б) у березні 1939 – жовтні 1952 року. Член Президії ЦК КПРС у жовтні 1952 – березні 1953 р. Секретар ЦК КПРС у жовтні 1952 – березні 1953 р. Депутат Верховної Ради СРСР 2—5-го та 7-го скликань.

## Біографія
Народився у родині кустаря-шевця. Закінчив чотирикласну церковно-приходську школу в Москві, навчався у школі 2-го ступеня, але її не закінчив.
Трудову діяльність розпочав у 1922 році хлопчиком-підмайстром у майстерні батька. Працював на поденних роботах. З 1924 року — чорнороб, підручний вальцювальника, скидальник Московського заводу «Серп і молот». У 1928—1929 роках — студент Московського вечірнього робітничого університету.
Член ВКП(б) з 1930 року.
У 1930—1931 роках — в Червоній армії. Служив у 1-му Кавказькому артилерійському полку в місті Кутаїсі Грузинської РСР.
З 1931 року — вальцювальник, секретар партійного осередку навчально-виробничого комбінату, а з 1932 року — редактор багатотиражної газети «Мартеновка» Московського заводу «Серп і молот». У 1933 році працював завідувачем сектору преси Пролетарського районного комітету ВКП(б) міста Москви. У 1933—1937 роках — редактор багатотиражної газети Московського заводу «Динамо».
У 1935 році закінчив три курси факультету журналістики Московського державного університету імені Ломоносова.
У 1937 році — літературний співробітник, завідувач відділу газети ЦК ВКП(б) «Правда».
У 1937—1938 роках — відповідальний редактор газети «Комсомольська правда».
22 листопада 1938 – 31 жовтня 1952 року — 1-й секретар ЦК ВЛКСМ.
16 жовтня 1952 – 14 березня 1953 року — секретар ЦК КПРС і завідувач відділу пропаганди та агітації ЦК КПРС.
10 березня 1953 – 25 березня 1954 року — 1-й секретар Московського обласного комітету КПРС (МК КПРС).
21 березня 1954 – 7 травня 1955 року — надзвичайний і повноважний посол СРСР в Польській Народній Республіці.
22 березня 1955 – 6 травня 1960 року — міністр культури СРСР.
2 липня 1960 – 27 квітня 1965 року — надзвичайний і повноважний посол СРСР в Індонезії.
9 жовтня 1965 – березень 1970 року — голова Комітету у справах друку при Раді Міністрів СРСР.
З 1970 року — на пенсії у Москві. Похований на Троєкурівському цвинтарі (ділянка № 1).

## Нагороди та звання
- три ордени Леніна (, 28.10.1948, 10.10.1956)
- орден Вітчизняної війни 1-го ступеня
- медалі